# Reinhold Escher
Reinhold Escher (* 12. April 1905 in Hamburg; † 9. Mai 1994 in der Nähe von Zürich) war ein deutscher Grafiker und Illustrator. Bekannt wurde er als Zeichner des Hörzu-Maskottchens Mecki.

## Leben und Wirken
Escher erlernte das Zeichnen an der Landeskunstschule in Hamburg und war seit 1929 Presseillustrator für die Zeitschriften Nebelspalter, Funkwacht und den Hamburger Anzeiger. Besonders interessierten ihn Tierzeichnungen, für die er Studien in Hagenbecks Tierpark anfertigte. Für die Sonntagsausgaben zeichnete er Tiergeschichten und Witzzeichnungen wie zum Beispiel 1938/1939 Peter mit dem Mikrophon und 1939 eine Vielzahl seiner Comicstrips Hein Ei.  
Nach dem Krieg illustrierte Escher Kinderbücher wie Die Wichtelhochzeit und Nicks Brautfahrt und arbeitete für die Zeitschrift Kristall. 1940 heiratete er die Journalistin Gretel Kirchhoff, deren Anteil an seiner Arbeit stetig zunahm. 1948 wurde er freier Mitarbeiter bei der neu gegründeten Hörzu. 
1976 setzte sich Escher zur Ruhe und verstarb am 9. Mai 1994 in der Nähe von Zürich.

## Entstehung von Mecki
Nachdem er zunächst die Witzseiten und das Rebus gestaltet hatte, bekam er 1949 vom Chefredakteur Eduard Rhein den Auftrag, das Maskottchen Mecki zunächst als Seitenfüller zu entwerfen. Ab 1952 entstanden hieraus ganzseitige Comicseiten. Auch hierbei steht seiner Ehefrau Gretel Escher ein beachtlicher Anteil am Erfolg der Arbeit zu. Die Figur des Mecki wurde so populär, dass Escher 1952 das erste Mecki-Buch Mecki im Schlaraffenland zeichnete. Die weiteren 12 Mecki-Bücher wurden nicht mehr von Escher gezeichnet, sondern von Wilhelm Petersen, da über die Honorarfrage keine Einigung erzielt werden konnte und der Arbeitsdruck für Escher zu groß wurde. Petersen wechselte sich mit Escher auch bei der wöchentlichen Gestaltung der Hörzu-Seiten ab. Seit 2006 wird die Figur wieder von einem Ehepaar weiterentwickelt. Mit Hansi Kiefersauer und seiner Frau Lilli Herschhorn ging die gezeichnete Geschichte des Igels Mecki zurück zur Ästhetik der Anfänge, zu warmen Farben und märchenhaften Geschichten. Bisher gab es acht offizielle Mecki-Zeichner. 25 Jahre lang, mit krankheitsbedingten Unterbrechungen ab 1958, blieb Escher seiner Figur treu und schuf als freier Mitarbeiter die Zeichnungen für die Zeitschrift. Er kreierte auch die Nebenfiguren der Mecki-Welt, wobei der im Vergleich zu Mecki wenig vernunftgeleitete Charly Pinguin zu seiner Lieblingsfigur wurde.
Seit 2009 werden die Meckicomics im Esslinger Verlag veröffentlicht.

## Andere Comicgeschichten
Während des Zweiten Weltkrieges erstellte Escher Unterhaltungszeichnungen für die Wehrmacht. Zwei Ausgaben von Wir Flieger mit den schwarzen Spiegeln erzählten in humoriger Art von den Erlebnissen einer Flieger-Baukompanie.
1973 gestaltete er eine weitere Comicserie namens Ramses für die Hörzu. Ramses brachte es auf 2 Fortsetzungsgeschichten mit insgesamt 30 Comicseiten. Daneben entwarf er 1969/1970 für die Werbung der Firma Langnese-Honig eine Comicgeschichte mit dem Honigbär Brummi, die über 20 Folgen lief. 